# リシャール・ガリアーノ
リシャール・ガリアーノ（Richard Galliano、1950年12月12日、カンヌ出身）は、フランスのアコーディオン奏者
。

## 略歴

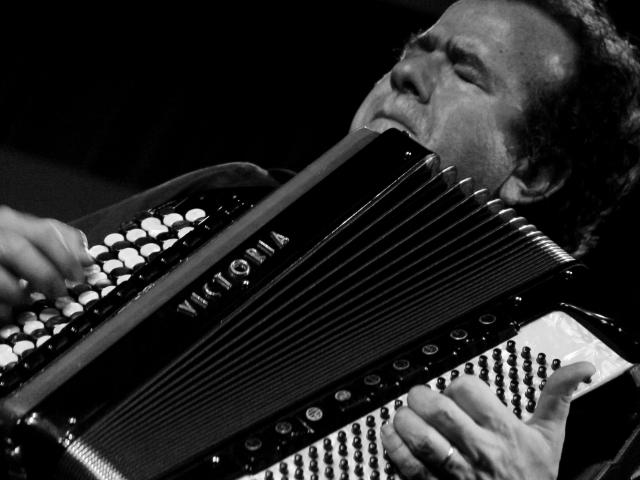
撮影 : Andrea Colombara

彼は幼い頃から音楽に惹かれており、4歳でアコーディオンを始め、ニースに住むイタリア出身のアコーディオン奏者である父親のルチアーノの影響を受けた。
長くて激しい勉強期間（彼はニースの音楽アカデミーでトロンボーン、ハーモニー、対位法のレッスンを受けた）の後、14歳でアコーディオンに関する彼のアイデアを拡げるためにジャズを聴き始め、トランペット奏者のクリフォード・ブラウンのレコードを聴くようになった。「私はクリフォード・ブラウンのすべてのコーラスをコピーしましたし、彼のトーンやドライヴ、マックス・ローチの雷鳴のごとき演奏を超えるフレージングの方法に感銘を受けました」。この新しい世界に魅了されたリシャールは、アコーディオンがこのジャズという音楽の冒険の一部分となっていなかったことに驚いた。この時期、ガリアーノはスペイン（1966年）とフランス（1967年）で開催された「世界アコーディオン・キャップ・コンペティション」で2度優勝した。スペインのコンクールで、参加者の課題曲とされたのはイスラエルのアコーディオン奏者イェフダ・オッペンハイマーによる「シャコンヌ」であった。ガリアーノとオッペンハイマーは、2012年にオッペンハイマーが亡くなるまで、音楽のコラボレーションと個人的な友情を結び続けることとなった。
その後のコラボレーションには、アストル・ピアソラ、ジョージ・ムラーツ、ブリジット・フォンテーヌ、アル・フォスター、ジュリエット・グレコ、シャルル・アズナブール、ロン・カーター、チェット・ベイカー、エンリコ・ラヴァ、マーシャル・ソラール、ミロスラフ・ヴィトウス、トリロク・グルトゥ、ヤン・ガルバレク、ミシェル・ペトルチアーニ、ミシェル・ポルタル、エディ・ルイス、ビレリ・ラグレーン、シルヴァン・リュック、ルノー・ガルシア・フォン、イヴァン・パドゥア、アヌアル・ブラヒム、ウィントン・マルサリス、トゥーツ・シールマンスが含まれている。彼はピアニスト兼アコーディオン奏者として数年間、クロード・ヌガロのバンドにて主要メンバーを務めた。

## 栄冠
- 1993年: ジャンゴ・ラインハルト賞（アカデミー・ドゥ・ジャズ）[4]
- 121022 Galliano、小惑星

## ディスコグラフィ

### アルバム
リーダー・アルバム
- 『スプリーン』 - Spleen (1985年、CY)
- Panamanhattan (1991年、Dreyfus) ※with ロン・カーター
- Flyin the Coop (1991年、52 Rue Est) ※with ジミー・ガーリー
- New Musette (1991年、Label Bleu)
- Ballet Tango (1992年、Milan) ※with アストル・ピアソラ
- 『ヴォーチェ・ア・マーノ』 - Leprest-Galliano Voce a Mano (1992年、Saravah) ※with アラン・ルプレスト
- Solo in Finland (1992年、Siesta Solo)
- Blues Sur Seine (1992年、La Lichere)
- Coloriage (1992年、Egea)
- 『ヴィアージョ』 - Viaggio (1993年、Dreyfus)
- 『ラウリータ』 - Laurita (1995年、Dreyfus)
- 『ニューヨーク・タンゴ～ピアソラへのオマージュ』 - New York Tango (1996年、Dreyfus)
- 『ブロウ・アップ』 - Blow Up (1997年、Dreyfus) ※with ミシェル・ポルタル
- 『ア・フレンチ・タッチ』 - French Touch (1998年、Dreyfus)
- 『未発表ライヴ・ボックス』 - Concerts Inedits (1999年、Dreyfus)
- 『オブリヴィオン』 - Passatori (1999年、Dreyfus)
- 『フェイス・トゥ・フェイス』 - Face to Face (2001年、Dreyfus) ※with エディ・ルイス
- 『ピアソラ・フォーエヴァー』 - Piazzolla Forever (2003年、Dreyfus)
- 『コンサーツ』 - Concerts (2004年、Dreyfus) ※with ミシェル・ポルタル
- 『ルビー・マイ・ディア』 - Ruby My Dear (2005年、Dreyfus)
- 『ルス・ネグラ』 - Luz Nega (2006年、Milan)
- 『ソロ』 - Solo (2007年、Dreyfus)
- 『愛の讃歌』 - If You Love Me (L'Hymne A L'Amour) (2007年、CAM Jazz) ※with ゲイリー・バートン
- Live in Marciac 2006 (2007年、Milan)
- 『リシャール・ガリアーノ・ミーツ・ゴンサロ・ルバルカバ&チャーリー・ヘイデン』 - Love Day: Los Angeles Sessions (2008年、Milan) ※with ゴンサロ・ルバルカバ、チャーリー・ヘイデン、ミノ・シネル
- Ten Years Ago (2008年、Milan)
- 『パリ・コンサート』 - Paris Concert (2009年、CAM Jazz)
- Bach (2010年、Deutsche Grammophon)
- 『リシャール・ガリアーノ plays ニーノ・ロータ』 - Nino Rota (2011年、Deutsche Grammophon)
- 『タンゴ・ライヴ・フォーエヴァー』 - Tango Live Forever (2012年、Milan)
- 『ヴィヴァルディ:協奏曲「四季」』 - Vivaldi (2013年、Deutsche Grammophon)
- Sentimentale (2014年、Resonance)
- Tangaria (2014年、Milan)
- Au Bresil (2014年、Milan)
- La Vie en Rose (2015年、Milan)
- New Jazz Musette (2016年、Ponderosa)
- Mozart (2016年、Universal)
- Aria (2017年、Jade/Universal)
- An Evening with Ron Carter, Richard Galliano (2017年、In+Out) ※with ロン・カーター
- 『フランスのアコーディオン、打楽器と出会う』 - Jean-François Durez Meets Richard Galliano (2017年、Indesens) ※with ジャン＝フランソワ・デュレ
- The Tokyo Concert (2019年、Éditions Jade)
- Mare Nostrum III (2019年、ACT) ※with パオロ・フレス、ヤン・ラングレン
- 『トリビュート・トゥ・ミシェル・ルグラン』 - Tribute To Michel Legrand (2020年、Éditions Jade) ※with プラハ弦楽五重奏団
- Valse(s) (2020年、Decca)
- Piazzolla Forever (2021年、Dreyfus)
- 『キュリー 2022』 - Cully 2022 (2022年、TCB)